# Chaetoderma orientale
Chaetoderma orientale is een schildvoetigensoort uit de familie van de Chaetodermatidae. De wetenschappelijke naam van de soort is voor het eerst geldig gepubliceerd in 1941 door Stork.